# 司巴丁
司巴丁（INN：sparteine），又称（左旋）金雀花碱、鹰爪豆碱等。是存在于金雀花、南美羽扇豆、鹰爪豆等豆科植物中的生物碱，是一种Ia类抗心律失常药和钠离子通道阻滞剂。同时也是一种螯合剂，能与Ca2+，Mg2+等二价金属离子螯合。司巴丁没有通过FDA批准用于抗心律失常药物，同时也没有在抗心律失常药物辛格-威廉姆斯分类名单中。
在有机化学中，司巴丁常作为手性配体，特别是涉及有机锂试剂，会常用到司巴丁。

## 生物合成

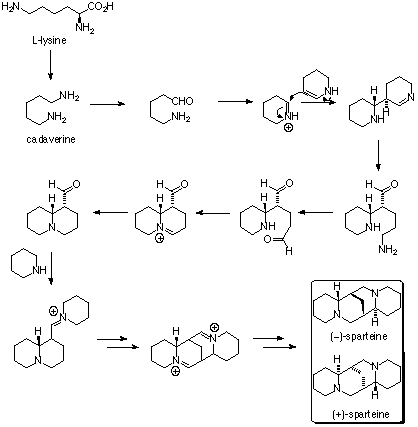
最早提出的生物合成司巴丁路径

司巴丁是一种羽扇豆生物碱，其分子包含由三个L-赖氨酸分子衍生出来的四环双八氢喹嗪结构。在其生物合成过程中，首先由赖氨酸经过赖氨酸脱羧酶（LDC）合成1,5-戊二胺中间体。三个1,5-戊二胺随后组成八氢喹嗪骨架。目前已经通过酶促和放射性元素示踪研究了司巴丁形成机制，但确切的合成途径仍不清楚。
研究者采用了13C-15N双标记的1,5-戊二胺来研究合成过程，结果显示1,5-戊二胺单元整合到到司巴丁分子中，并且两个1,5-戊二胺分子中的两个C-N键保持完整。并通过2H-NMR证实了这一过程。
酶促研究表明，三个1,5-戊二胺分子通过酶结合的中间体转化为八氢喹嗪环，且没有产生任何游离中间体。
最初人们认为1,5-戊二胺是先被二胺氧化酶氧化成5-氨基戊醛。然后5-氨基戊醛自发形成对应的Δ1-哌啶席夫碱。两个Δ1-哌啶分子发生以类似羟醛缩合的形式进行偶联产生亚胺中间体。亚胺进一步水解生成对应的醛和胺。最后伯胺被氧化成醛，并进一步形成亚胺以产生八氢喹嗪环。

### 17-氧代司巴丁合成酶合成途径
许多酶促实验表明司巴丁的合成涉及一种叫做17-氧代司巴丁合成酶（17-oxosparteine synthase，OS）的转氨酶。这种酶不会产生1,5-戊二胺的脱氨过程（如前面提到的一个氨基脱去生成5-氨基戊醛），因此可以假设八氢喹嗪环的合成涉及了氨基的转移。17-氧代司巴丁的合成需要四个丙酮酸单元作为氨基受体产生四个丙氨酸分子。无论是前面的脱氨机理还是本节的转氨机理，对应的赖氨酸脱羧酶和17-氧代司巴丁合成酶都发生在叶绿体中。